# Denise Hinrichs
Denise Kunze-Hinrichs (Rostock, 7 juni 1987) is een atleet uit Duitsland.
Op de Olympische Zomerspelen van Beijing in 2008 nam Hinrichs voor Duitsland deel aan het onderdeel kogelstoten.
In 2009 werd ze tweede op de Europese kampioenschappen indooratletiek 2009.
- World Athletics: 14278052